# Óscar Duarte
Artikeln följer den spanska namnseden; faderns efternamn är Duarte och moderns efternamn Gaitán.
Óscar Esaú Duarte Gaitán, född 3 juni 1989, är en costaricansk fotbollsspelare som spelar för Deportivo Saprissa. Han har även representerat Costa Ricas landslag.